# Paulovac
Paulovac is een plaats in de gemeente Veliko Trojstvo in de Kroatische provincie Bjelovar-Bilogora. De plaats telt 122 inwoners (2001).